# Siehe zu, daß deine Gottesfurcht nicht Heuchelei sei, BWV 179
Siehe zu, daβ deine Gottesfurcht nicht Heuchelei sei, BWV 179 (Mira que el teu temor de Déu no sigui hipòcrita), és una cantata religiosa de Johann Sebastian Bach per a l'onzè diumenge després de la Trinitat, estrenada a Leipzig el 8 d'agost de 1723.

## Origen i context
L'autor, desconegut, aprofita un passatge de l'Eclesiastès per al primer número i la primera estrofa de l'himne Ich armer Mensch, ich armer Sünder de Christoph Tietze (1663) per al coral final. El llibret fa referència a l'evangeli del dia Lluc (18, 9-14) que narra la Paràbola del fariseu i el publicà, i fa contínues al·lusions a la sinceritat front la hipocresia des del mateix títol. Aquesta cantata s'estrenà tres mesos després de l'arribada de Bach a Leipzig, i compartí protagonisme amb la BWV 199 – composta a Weimar l'any 1714 – ja que foren interpretades, respectivament, abans i després del sermó; alguns números foren parodiats posteriorment, el cor inicial es convertí en el Kyrie i l'ària de tenor en el Quoniam de la Missa en sol major (BWV 236), i l'ària de soprano en el Qui tollis de la Missa en la major (BWV 234). Per a aquest diumenge es conserven altres dues cantates, la BWV 113 i la BWV 199.

## Anàlisi
Obra escrita per a soprano, tenor, baix i cor; dos oboès, dos oboe da caccia, corda i baix continu. Consta de sis números.
1. Coral: Siehe zu, daβ deine Gottesfurcht nicht Heuchelei sei  (Mira que el teu temor de Déu no sigui hipòcrita)
2. Recitatiu (tenor): Das heutge Christentum (Els cristianisme d'avui dia)
3. Ària (tenor): Falscher Heuchler Ebenbild (La imatge d'aquell qui és fal·laç)
4. Recitatiu (baix): Wer so von innen wie von außen ist (Aquell qui és igual per dins que per fora)
5. Ària (soprano): Liebster Gott, erbarme dich (Compadeix-te de mi, Déu estimat)
6. Coral: Ich armer Mensch, ich armer Sünder (Jo sóc un pobre home, un pobre pecador)

El primer número agafa la forma d'un motet de doble fuga amb els instruments doblant les veus, simbolitzant clarament la contraposició dels dos temes de la cantata, la ”hipocresia” i la “devoció”. Del recitatiu de tenor del segon número, sense gaires aportacions musical, a destacar, en tot cas, la menció textual als laodiceus, reprotxant la tebior de l'església. En l'ària del tercer número el tenor canta Falscher Heuchler Ebenbild (La imatge d'aquell qui és fal·laç), sostingut per la corda amb els oboès doblant els primers violins. El recitatiu de baix del quart moviment, es converteix en arioso en arribar a l'última frase So kannst du Gnad und Hilfe finden! (Perquè trobis en Ell valença i compassió!). De l'ària de soprano del número 5 s'ha de destacar l'acompanyament instrumental, dos oboès da caccia i continu, cas únic entre les cantates conservades de Bach amb un text que posa en valor la vida pecaminosa del fidel i el confort que li dona la cerca i trobada de Déu, expressat per la intensitat de la súplica sobre el text: Liebster Gott, erbarme dich (Compadeix-te de mi, Déu estimat). El coral final canta el text indicat amb la melodia de Wer nur den lieben Gott lässt walten de George Neumark. Té una durada aproximada d'uns disset minuts.

## Discografia seleccionada
- J.S. Bach: Das Kantatenwerk. Sacred Cantatas Vol. 9. Nikolaus Harnoncourt, Concentus Musicus Wien, Tölzer Knabenchor (Gerard Schmidt-Gaden, director), Helmuth Wittek (solista del cor), Kurt Equiluz, Robert Holl (Teldec), 1994.
- J.S. Bach: The complete live recordings from the Bach Cantata Pilgrimage. CD 37: St David's Cathedral, Pembrokeshire; 3 de setembre de 2000. John Eliot Gardiner, English Baroque Soloists, Monteverdi Choir, Robin Tyson, Chrristoph Genz, Brindley Sherrat. (Soli Deo Gloria), 2013.
- J.S. Bach: Complete Cantatas Vol. 6. Ton Koopman, Amsterdam Baroque Orchestra & Choir, Ruth Ziesak, Paul Agnew, Klaus Mertens. (Challenge Classics), 2006.
- J.S. Bach: Cantatas Vol. 10. Masaaki Suzuki, Bach Collegium Japan, Miah Persson, Makoto Sakurada, Peter Kooij. (BIS), 1999.
- J.S. Bach: Church Cantatas Vol. 54. Helmuth Rilling, Bach-Collegium Stuttgart, Gächinger Kantorei Stuttgart, Arleen Augér, Kurt Equiluz, Wolfgang Schöne. (Hänssler), 1999.
- J.S. Bach: Cantatas for the 11th Sunday after Trinity. John Eliot Gardiner, English Baroque Players, Monteverdi Choir, Magdalena Kozená, Mark Padmore, Stephan Loges. (Archiv Produktion), 2000.